# (33559) Laurencooper
1999 JK23 (asteroide 33559) é um asteroide da cintura principal. Possui uma excentricidade de 0.13011000 e uma inclinação de 6.02630º.
Este asteroide foi descoberto no dia 10 de maio de 1999 por LINEAR em Socorro.